# Landes et zones humides autour du lac de Vassivière
Landes et zones humides autour du lac de Vassivière este o arie protejată (sit de importanță comunitară — SCI) din Franța întinsă pe o suprafață de 798 ha, integral pe uscat.

## Localizare
Centrul sitului Landes et zones humides autour du lac de Vassivière este situat la coordonatele 45°48′37″N 1°54′31″E / 45.81028°N 1.90861°E.

## Înființare
Situl Landes et zones humides autour du lac de Vassivière a fost declarat arie specială de conservare în baza directivei 92/43 din 1992 referitoare la conservarea habitatelor naturale și a faunei și florei sălbatice pentru a proteja 2 specii de plante și 6 specii de animale.

## Biodiversitate
Situată în ecoregiunea continentală, aria protejată conține 13 habitate naturale: Mlaștini împădurite, Mlaștini oligotrofe degradate, capabile încă de regenerare naturală, Mlaștini turboase de tranziție și turbării mișcătoare, Formațiuni de Juniperus communis pe lande sau pajiști calcaroase, Ape stătătoare oligotrofe până la mezotrofe, cu vegetație de Littorelletea uniflorae și/sau de Isoëto-Nanojuncetea, Ape oligotrofe din câmpii nisipoase, cu un conținut foarte redus de minerale (Littorelletalia uniflorae), Turbării active, Păduri de fag acidofile atlantice, cu subarboret de Ilex și, uneori, de asemenea, Taxus, la nivelul arbuștilor (Quercion robori-petraeae sau Ilici-Fagenion), Pajiști uscate europene, Depresiuni pe substraturi de turbă de Rhynchosporion, Pajiști umede nord-atlantice cu Erica tetralix, Formațiuni ierboase bogate în specii de Nardus, dezvoltate pe substraturi silicioase în zone montane (și în zone submontane, în Europa continentală), Pajiști cu Molinia pe soluri calcaroase, turboase sau argilos-nămoloase (Molinion caeruleae).
La baza desemnării sitului se află mai multe specii protejate:
- plante (2): Bruchia vogesiaca, Luronium natans
- mamifere (2): liliac cârn (Barbastella barbastellus), vidră de râu (Lutra lutra)
- nevertebrate (4): fluturele auriu (Euphydryas aurinia), rădașcă (Lucanus cervus), Margaritifera margaritifera, Vertigo moulinsiana

Pe lângă speciile protejate, pe teritoriul sitului au mai fost identificate 11 specii de plante, 9 specii de păsări, 1 specie de amfibieni, 6 specii de mamifere, 8 specii de nevertebrate, 2 specii de reptile.